# Lobelia sapinii
Lobelia sapinii är en klockväxtart som beskrevs av De Wild. Lobelia sapinii ingår i släktet lobelior, och familjen klockväxter. Inga underarter finns listade i Catalogue of Life.